# Jean-Andoche Junot
Jean-Andoche Junot, född 24 september 1771, död 29 juli 1813, var en fransk general.
Junot studerade först juridik men inträdde 1792 som frivillig i armén. Junots ovanliga mod väckte Napoleon I:s uppmärksamhet; han följde denne som adjutant till Egypten och blev där generalmajor. År 1803 befordrades han till generallöjtnant. År 1807 besatte Junot Portugal, vilket gjorde att han upphöjdes till hertig av Abrantes, men 1808 besegrades han av Wellesley vid Vimeiro och måste strax därefter kapitulera. Under de följande fälttågen var Junots insats ganska obetydlig. Som fältherre var han föga märklig; som styresman utmärkte han sig mest genom sin rovlystnad. Mot slutet av sitt liv drabbades han av sinnessjukdom och han begick självmord den 29 juli 1813. Hans hustru Laure Junot efterlämnade vidlyftiga memoarer, vilka utgavs i 18 band (1831–1835).